# 珠珊镇
珠珊镇，是中华人民共和国江西省新余市渝水区下辖的一个乡镇级行政单位。

## 行政区划
珠珊镇下辖以下地区：
潭口村、花田村、洋津村、纱笼村、垱上村、庄上村、丁家村、丰溪村、鹏湖村、石山村、沙头村、洲下村、郭家村、石洲村和垱下村。